# ماريو دي كارفاليو
ماريو دي كارفاليو (بالبرتغالية: Mário de Carvalho‏) (25 سبتمبر 1944، لشبونة في البرتغال)؛ مؤلِّف، كاتب مسرحي وروائي برتغالي.